# Thee Attacks
Thee Attacks er et rock band fra Aalborg i det nordlige Danmark som nu holder til i København. Fra dannelsen i 2007 bestod Thee Attacks af Terry, Johnny og Jimmy. I 2008 kom Ritchie med. Thee Attacks spiller rock n' roll hvor forsanger Jimmy Attacks vokal suppleres af Terry Attacks guitarspil er tydeligt inspireret af '60er koryfæer som Pete Townshend. Thee Attacks er blevet sammenlignet med svenske The Hives. Den kendte producer Liam Watson har produceret deres første album og har også haft fingre i opfølgeren som ventes ude på den anden siden af sommeren 2012….
Thee Attacks har pladekontrakt med pladeselskabet Crunchy Frog Records, hvorpå de i 2010 udgav albummet That's Mister Attack To You.

## Diskografi

### Albums
- 2010: That's Mister Attack To You
- 2010: Let The Snow Fall (single)
- 2011: I Know What I Want (single)
- 2012: So Cold (single)
- 2012: Dirty Sheets